# Gerd Nobbe
Gerd Nobbe (* 23. Januar 1944 in Lübbecke/Westfalen; † 14. April 2019 in Karlsruhe) war ein deutscher Richter am Bundesgerichtshof.

## Leben
Nach einem  Studium der Rechtswissenschaften in Marburg, Tübingen und Münster und anschließendem Referendariat im Bezirk des Landgerichts Bielefeld wurde er 1973 Richter, 1976 Richter am Landgericht Bielefeld, 1980 Richter am Oberlandesgericht Hamm und gleichzeitig Referendararbeitsgemeinschaftsleiter sowie Lehrbeauftragter an der Universität Bielefeld. Schließlich wurde er 1989 Richter am Bundesgerichtshof, seit 1990 war er Mitglied des XI. Zivilsenates (Bankrechtssenat),  seit 1999 dessen Vorsitzender. Nobbe war seit 2001 Vorstandsmitglied der Bankrechtlichen Vereinigung e.V. und Mitherausgeber bzw. (Mit-)Autor bankrechtlicher Veröffentlichungen.
Der XI. Zivilsenat des Bundesgerichtshofes galt unter seiner Leitung als stark bankenfreundlich. Vor allem die Rolle seines Senats in den HVB bzw. HRE – Badenia-Schrottimmobilien-Prozessen hat ihn bekannt gemacht. Seine Amtsführung stieß in Juristenkreisen teilweise auf heftige Kritik. Ein später, im Jahr 2008, in der Zeitschrift „WM“ veröffentlichter Vortrag Nobbes aus dem Jahr 2007 gilt als Auslöser der Änderung der BGH-Rechtsprechung im Bereich der Darlehensgebühren.
Mit Ablauf des 31. Januar 2009 trat Nobbe nach Erreichen der Altersgrenze in den Ruhestand.
Von Mai 2009 bis 31. Dezember 2016 war Nobbe Ombudsmann der im Juli 2007 von Unternehmen aus dem Bereich „Non-Performing Loans“ gegründeten „Bundesvereinigung Kreditankauf und Servicing e.V.“ (BKS). 2011 wurde Nobbe vom BVI Bundesverband Investment und Asset Management zum Fondsombudsmann bestellt, die Bestellung wurde 2014 und 2017 erneuert. Nobbe verblieb bis zu seinem Tod in dieser Funktion.